# Proville
Proville est une commune française située dans le département du Nord, en région Hauts-de-France.
Ses habitants sont appelés les Provillois.
Proville est une ville de la haute vallée de l'Escaut, construite en bordure des prairies humides de la vallée et proche de la ville de Cambrai. Longtemps rurale et peu industrialisée malgré le percement du canal de Saint-Quentin en 1810, la commune s'est transformée dans les années 1960 et 1970 lorsque l'expansion démographique de l'agglomération de Cambrai, ainsi que la politique nationale favorisant le logement individuel, y ont encouragé la création de lotissements. En vingt ans la population a quadruplé, passant de 800 à 3 200 habitants et faisant de Proville une commune péri-urbaine. Proville se veut aujourd'hui le « poumon vert » de l'agglomération, dans une région pauvre en milieux naturels, et s'attache à préserver et mettre en valeur les zones boisées et les prairies humides de son territoire.

## Géographie

### Situation
Proville est située dans la région Nord-Pas-de-Calais, le département du Nord et l'arrondissement de Cambrai. La plus grande partie du territoire communal est sur la rive droite de l'Escaut, en amont de Cambrai à environ 3 km  au sud-ouest de cette ville à vol d'oiseau.
| Fontaine-Notre-Dame                     | Cambrai                      | Cambrai              |
| Fontaine-Notre-Dame Cantaing-sur-Escaut | Proville                     | Cambrai              |
| Cantaing-sur-Escaut Noyelles-sur-Escaut | Noyelles-sur-Escaut Marcoing | Rumilly-en-Cambrésis |

### Hydrographie

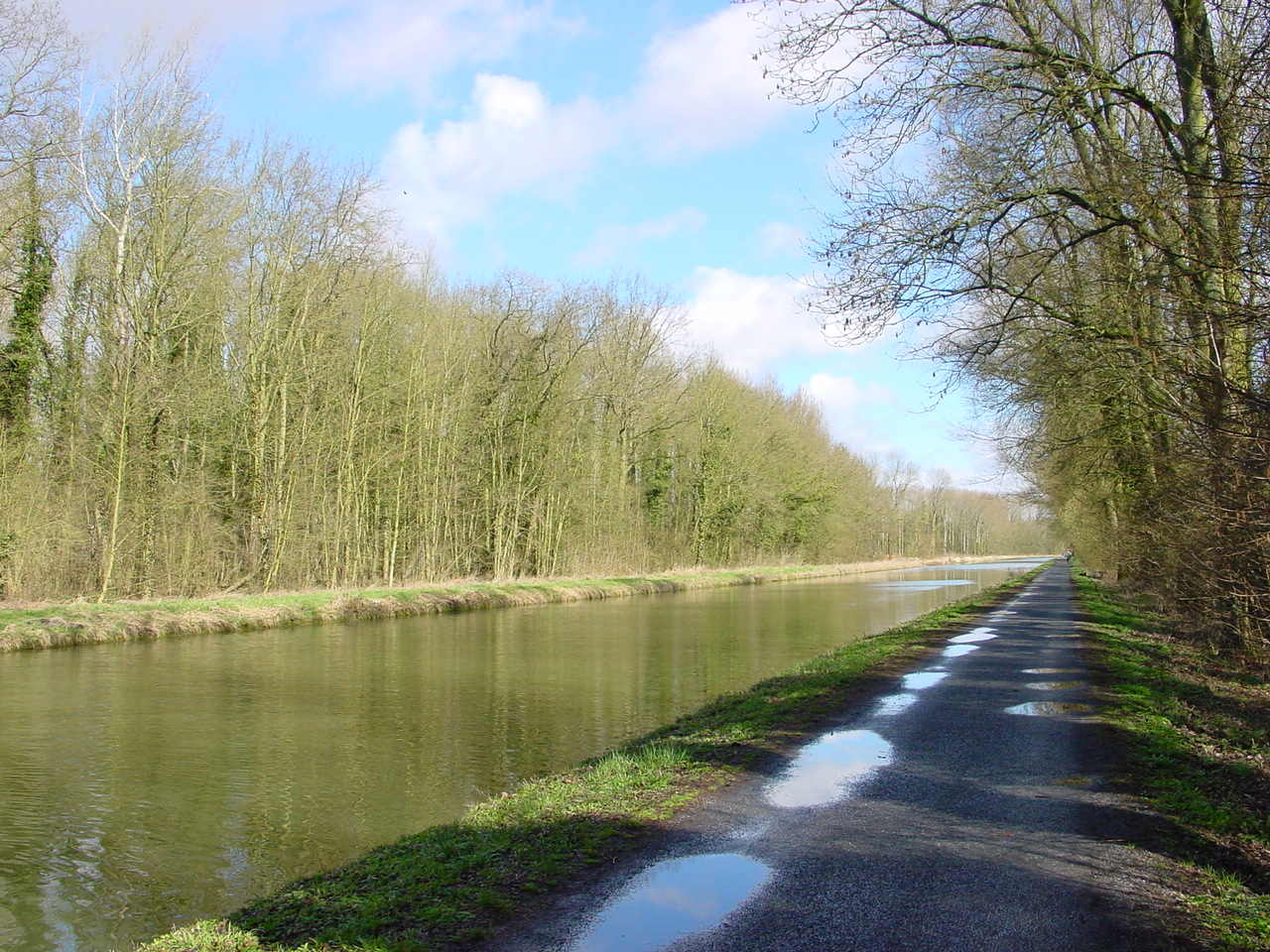
Le canal de Saint-Quentin à Proville

Située dans la vallée du haut Escaut, Proville est marquée par la présence du fleuve qui la lie hydrographiquement à la Belgique et aux Pays-Bas. L'Escaut explique aussi une nappe alluviale, également alimentée depuis le XIXe siècle par le canal de Saint-Quentin, le long duquel de nombreux hameaux et industries se sont installés. Proville est la dernière ville où l'eau de l'Escaut naturel était encore propre dans les années 1980-1990, alors que les eaux du canal de Saint-Quentin et de l'Escaut canalisé sont plus médiocres. C'est aussi la dernière partie de l'Escaut dont les berges sont peu perturbées, avant Cambrai. Le débit de l'Escaut à Proville est encore modeste (en moyenne 1,9 m3/s à Proville).
La ville abrite aussi des champs captants et un captage d'eau potable intra-urbain (boisé et clôturé) dans une région où la qualité de l'eau et sa disponibilité commencent à poser problème.
La présence d'une nappe localement affleurante, au moins jusqu’au développement de moyens modernes de drainage, a permis la conservation de micropaysages d’intérêt patrimonial dans un contexte d’agriculture périphérique qui est parmi la plus intensive du monde (openfield).
Dans le Cambrésis où l'agriculture intensive a depuis le Moyen Âge repoussé la forêt vers l'Avesnois et la Thiérache, Proville est une des rares villes boisées. Ces éléments font de Proville une ville à enjeux importants dans le cadre du SAGE Escaut.

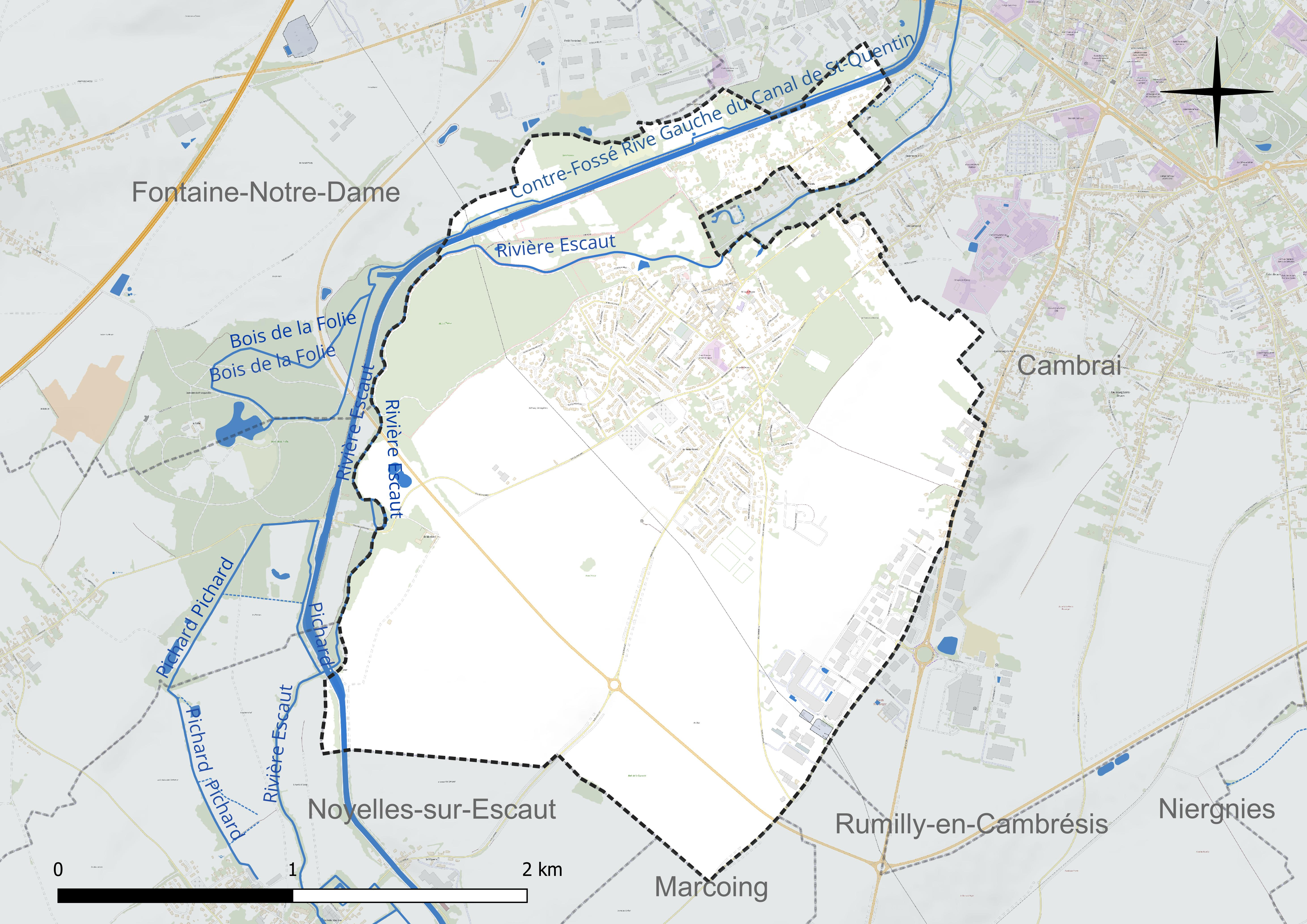
Réseau hydrographique de Proville.

### Géologie et relief
L'ancien village est situé sur la rive droite de l'Escaut, en limite de la zone d'alluvions de l'Escaut, sur un sous-sol de limons et de craie (dont on retrouve la présence dans la toponymie des lieux-dits « La Marlière » et « Les Marlettes ») qui dominent de quelques mètres la zone marécageuse et inondable. Les lotissements pavillonnaires plus récents se sont construits au sud et à l'est, à une altitude de 60 à 70 mètres.

### Climat
Pour des articles plus généraux, voir Climat des Hauts-de-France et Climat du Nord.
En 2010, le climat de la commune est de type climat océanique dégradé des plaines du Centre et du Nord, selon une étude du CNRS s'appuyant sur une série de données couvrant la période 1971-2000. En 2020, Météo-France publie une typologie des climats de la France métropolitaine dans laquelle la commune est exposée à un climat océanique et est dans la région climatique  Nord-est du bassin Parisien, caractérisée par un ensoleillement médiocre, une pluviométrie moyenne régulièrement répartie au cours de l’année et un hiver froid (3 °C). 
Pour la période 1971-2000, la température annuelle moyenne est de 10,3 °C, avec une amplitude thermique annuelle de 14,8 °C. Le cumul annuel moyen de précipitations est de 684 mm, avec 11,5 jours de précipitations en janvier et 9,4 jours en juillet. Pour la période 1991-2020, la température moyenne annuelle observée sur la station météorologique la plus proche, située sur la commune de Douai à 25 km à vol d'oiseau, est de 11,0 °C et le cumul annuel moyen de précipitations est de 729,2 mm,. Pour l'avenir, les paramètres climatiques de la commune estimés pour 2050 selon différents scénarios d'émission de gaz à effet de serre sont consultables sur un site dédié publié par Météo-France en novembre 2022.

## Urbanisme

### Typologie
Au 1er janvier 2024, Proville est catégorisée ceinture urbaine, selon la nouvelle grille communale de densité à sept niveaux définie par l'Insee en 2022.
Elle appartient à l'unité urbaine de Cambrai, une agglomération intra-départementale regroupant huit  communes, dont elle est une commune de la banlieue,,. Par ailleurs la commune fait partie de l'aire d'attraction de Cambrai, dont elle est une commune du pôle principal,. Cette aire, qui regroupe 64 communes, est catégorisée dans les aires de 50 000 à moins de 200 000 habitants,.

### Occupation des sols
L'occupation des sols de la commune, telle qu'elle ressort de la base de données européenne d’occupation biophysique des sols Corine Land Cover (CLC), est marquée par l'importance des territoires agricoles (55,8 % en 2018), en diminution par rapport à 1990 (56,7 %). La répartition détaillée en 2018 est la suivante : 
terres arables (55,8 %), zones urbanisées (19,4 %), forêts (17,7 %), zones industrielles ou commerciales et réseaux de communication (7,1 %). L'évolution de l’occupation des sols de la commune et de ses infrastructures peut être observée sur les différentes représentations cartographiques du territoire : la carte de Cassini (XVIIIe siècle), la carte d'état-major (1820-1866) et les cartes ou photos aériennes de l'IGN pour la période actuelle (1950 à aujourd'hui).

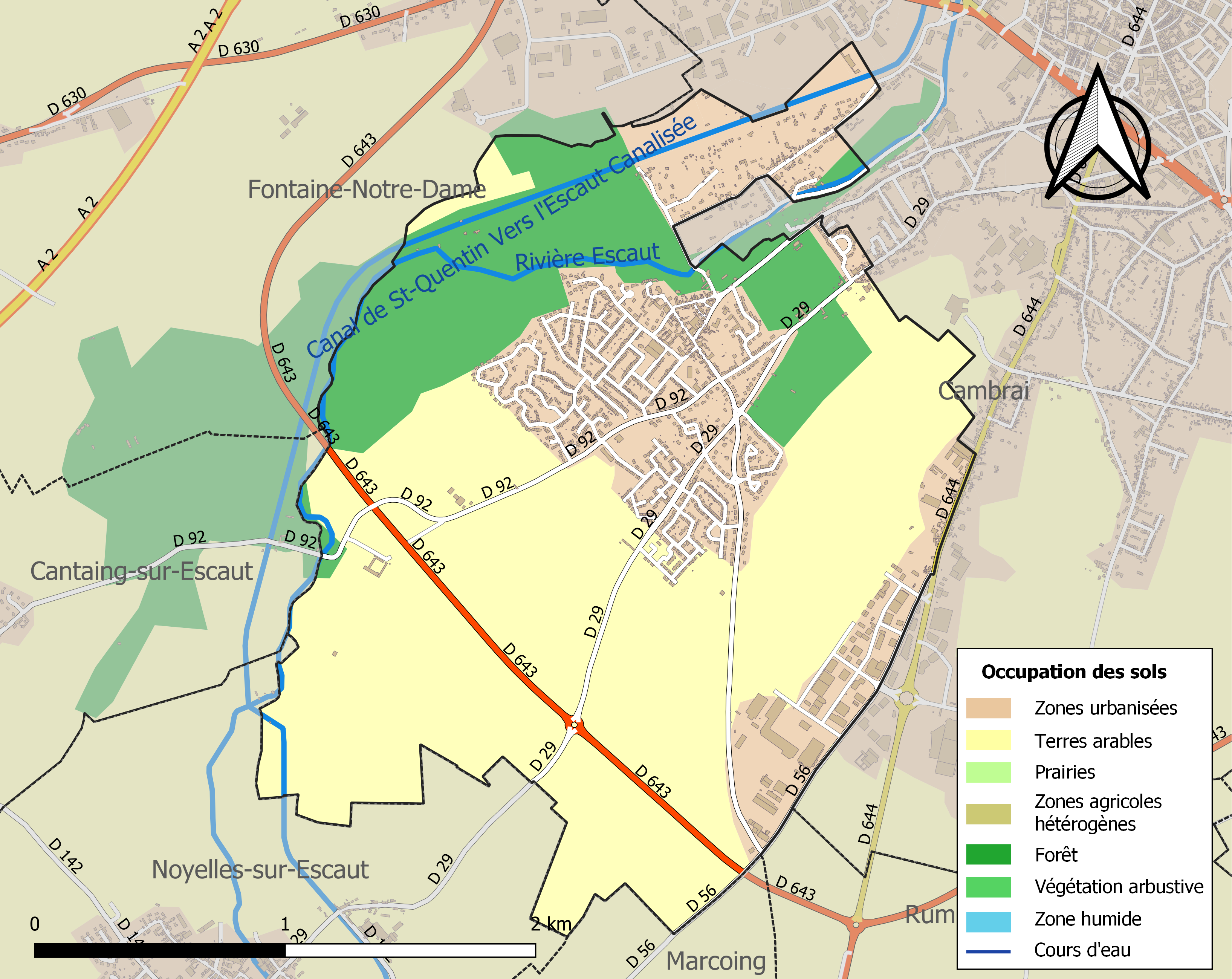
Carte des infrastructures et de l'occupation des sols de la commune en 2018 (CLC).

### Morphologie urbaine
On distingue trois zones différentes dans le bâti de la commune : le vieux village rural, près de l'Escaut, entouré au sud et à l'est de lotissements pavillonnaires datant principalement des années 1960 et 1970, et enfin, séparée des précédentes par des terres agricoles, la zone commerciale de Cambrai-sud, en bordure ouest de la route départementale no 644.

### Logement
En 2013, Proville comptait 1 398 résidences principales, auxquelles s'ajoutaient 52 logements vacants, soit environ 3,7 % du total, et un faible nombre de résidences secondaires (0,3 %). Les maisons représentaient 96,7 % de l'ensemble des logements, pourcentage en baisse par rapport au recensement de 2008 (97,3 %) et nettement supérieur à celui observé dans le département du Nord (68,6 %).
La part de résidences principales datant d'avant 1945 s'élevait à 8,3 %. Pour les constructions plus récentes, 17,9 % des logements dataient d'entre 1945 et 1970 et 73,9 % d'après 1970.

### Projets d'aménagements
Le document d'orientation générale du SCoT du Cambrésis prévoit de renforcer la zone commerciale de Cambrai Sud-Proville et d’améliorer son accessibilité.

### Voies de communication et transports
La commune est traversée par les routes départementales no 29 vers Cambrai et no 29a de Cambrai à Marcoing, continuant vers Péronne. Le contournement sud de Cambrai contourne Proville par l'ouest et le sud.
La gare SNCF la plus proche est celle de Cambrai.
La commune est desservie par le réseau de transports urbains de la Communauté d'agglomération de Cambrai appelé TUC (Transports Urbains du Cambrésis), par les lignes 3 et S30,.

### Environnement

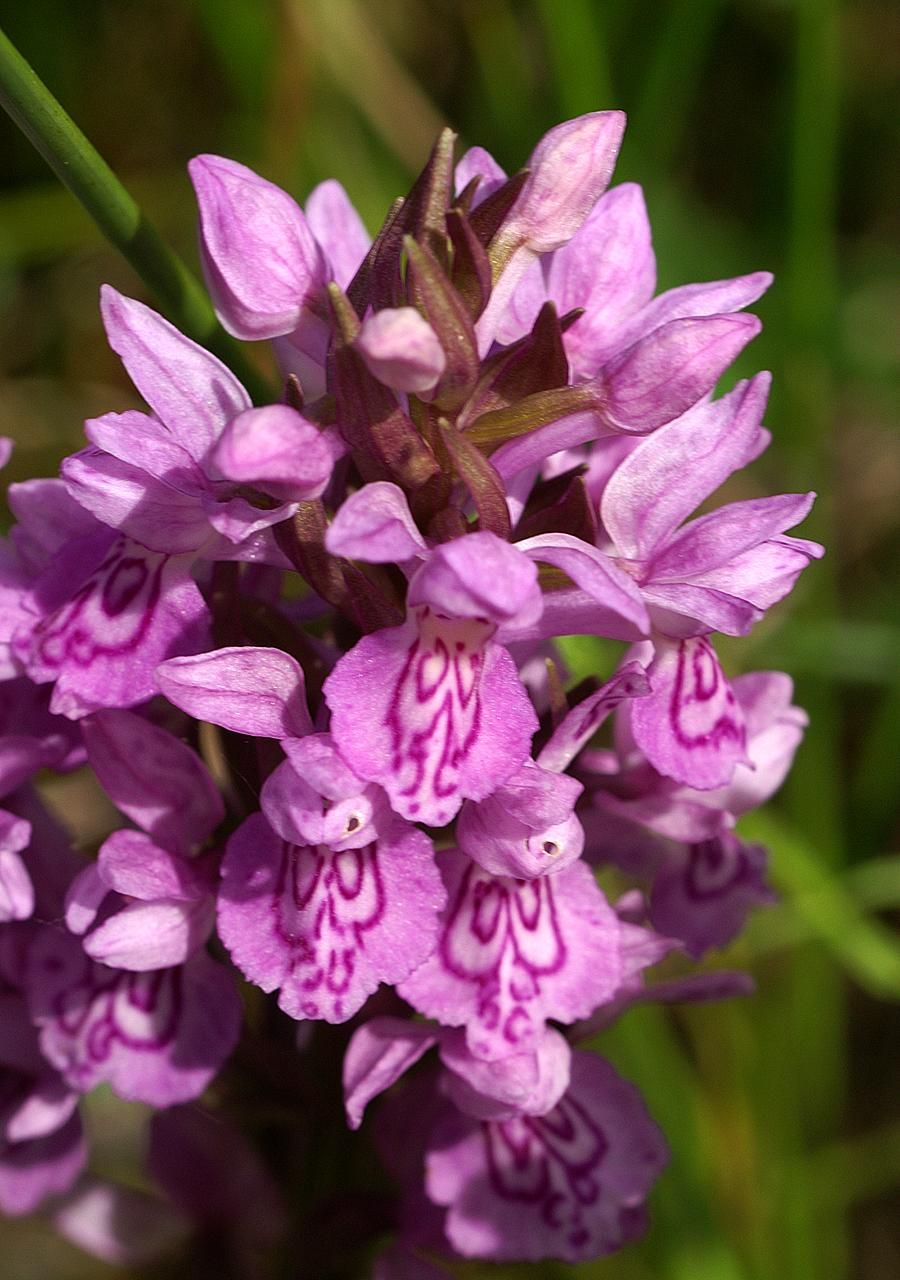
Cette orchidée menacée, Dactylorhiza praetermissa a pu être sauvée grâce à une gestion restauratoire des prairies humides de Proville

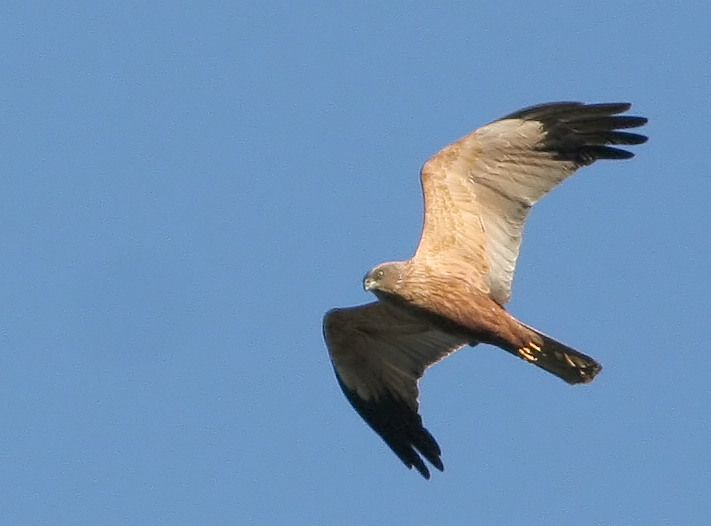
Le busard des roseaux, est aussi un bioindicateur de la qualité des milieux humides de cette partie de la haute vallée de l'Escaut

Dans les années 1990, après la coupe rase (hiver 1994-1995) des peupleraies du Bois Chenu en vue de la construction d’un golf européen (projet finalement abandonné), la nouvelle municipalité a mis en place un réseau d'espaces protégés ou gérés en prenant en compte la biodiversité, dont les éléments structurants sont : 
- L'Escaut, et le canal de Saint-Quentin ; si l'Escaut-vrai, peu profond et peu large à Proville, n'a que peu d'effets en termes de fragmentation écologique (gués en période d'étiage, canopée quasi-jointive qui formera à terme une forêt galerie permettant par exemple la traversée de l'Escaut par les écureuils, d'autres micro-mammifères et de nombreux invertébrés), il n'en va pas de même de l'Escaut canalisé, qui est bordé de murs et palplanches qu'un animal tombé à l'eau ne saurait escalader. Proville a néanmoins la chance d'avoir conservé sur une partie élargie du canal qui permettait autrefois à une petite péniche de faire un demi-tour, une descente en pente douce, mais sur une seule berge. Quelques réflexions[Note 7] de reconnexion écologique ont eu lieu, avec des actions mises en œuvre dans les années 1990-2000 sur l'Escaut (renaturation des berges et de la ripisylve, passerelle végétalisée et d'observation...) mais non sur le canal, là où l'effet fragmentant est majeur.
- le « Bois Chenu » (public)[Note 8] : avec l'aide de l'Europe, la DIRNE, le Conseil régional, le conservatoire des sites et avec les conseils du Centre régional des propriétaires forestiers (CRPF), de l'INRA (pour la conservation génétique) et de l'ONF qui ont été associés au projet, ce bois a fait l'objet d'un plan de gestion restauratoire visant prioritairement le retour de la biodiversité et la restauration d'un paysage alluvial naturel devenu rare dans le Cambrésis, en intégrant aussi un objectif de protection de la ressource en eau[23]. Parmi les espèces remarquables qu'on pouvait observer en 1996, figurent le murin de Daubenton, la sérotine commune, le triton alpestre, la chouette chevêche, le gorge-bleue à miroir, le phragmite des joncs, la pie-grièche écorcheur, et de nombreuses libellules (dont Ischnura pumilio, Sympetrum danae, Sympetrum pedemontanum (première donnée régionale), Cercion lindenii. pour la flore on signalait le colchique d'automne, le scirpe des bois, la benoîte des ruisseaux, l'aigremoine odorante (Agrimonia procera), le cerisier à grappes ou ricciocarpus natans. Dans une région d'openfield[24] et dans le cadre de la trame verte et bleue et du SRCE, qui se déclinent sur le cambrésis[25] la restauration écologique du « Bois Chenu » a pris une importance[26] supplémentaire et il est devenu « Réserve naturelle régionale »[27].

- Le « Bois de la Folie » (privé)
- Un réseau de zones humides relictuelles et de prairies (dites « Prairies de l'Escaut ») qui jouent un rôle fonctionnel essentiel pour la restauration, la protection et la gestion de l'eau dans le Cambrésis.

Alors que la ripisylve de l'Escaut avait presque disparu ou était en très mauvais état, après le nettoyage d'une friche industrielle proche, le site du Bois Chenu, et les « prairies de l'Escaut » ont fait l'objet d'un début de restauration attentive, avec l'aide des botanistes et écologues du Conservatoire botanique national de Bailleul, et d'experts du Conservatoire des sites, en lien avec la politique Trame verte du Conseil Régional et avec une valorisation pédagogique (signalétiques, visites guidées, opération « fréquence grenouille » de protection d'amphibiens qui autrefois se faisaient écraser sur les routes.
Faute de grands herbivores, les douze hectares de prairie abandonnées sur le « lit majeur » de l'Escaut commençaient depuis la fin des années 1980 à s'embroussailler. Le Conservatoire des Sites Naturels du Nord et du Pas-de-Calais a conduit, dès 1996, des opérations de restauration écologique (fauches tardives avec exportation des produits de fauche, clôtures, débroussaillages, creusement ou curage de mares, pâturage extensif par des bovins sur 6 hectares, en lien avec un agriculteur local).
Plusieurs espèces rares ou auparavant non observées dans la région y ont depuis été trouvées. On dénombrait dans les seules prairies gérées avec le Conservatoire des sites 85 espèces de plantes supérieures, dont l'achillée sternutatoire et l'orchis négligé (Dactylorhiza praetermissa), rares ou menacées de disparition dans la région Nord-Pas-de-Calais. Au moins 29 espèces d'oiseaux y nichent dont le bruant des roseaux, la rousserolle effarvatte, en forte régression dans le nord de la France. Des espèces comme le busard des roseaux (nicheur) y sont considérées comme de bons bioindicateurs, de même que le grand nombre de libellules (25 espèces différentes observées en 10 ans).
Ces aménagements et sites protégés avec l’aide de l’Europe, de la Région et de la DIREN ont permis le retour d’une certaine biodiversité et d'une naturalité appréciée par le public. Ils visent aussi à atténuer les effets des crues sur l’agglomération de Cambrai et son aval. Les zones humides alluviales restaurées y stockent en effet des volumes d’eau significatifs, qui y sont épurés avant - pour partie - de recharger la nappe phréatique. Néanmoins la pression urbaine, les constructions de routes, l'agriculture intensive ont encore des impacts significatifs et non maîtrisés. Une ligne à haute tension traverse la vallée et le bois Chenu, et depuis peu  le contournement sud de Cambrai traverse la commune et ses zones humides et boisées, constituant un double danger pour les oiseaux en migration. À ce jour, il est interdit de laisser pousser les arbres sous la ligne haute tension, mais cette zone sert de pépinière d'intérêt génétique pour l'INRA.
La commune est aussi touchée par une pression foncière croissante liée à l'installation d'une zone commerciale, à la densité élevée de population de la région Nord-Pas-de-Calais et à la croissance de l'agglomération proche de Cambrai dont elle devient peu à peu le « poumon vert ». Les infrastructures s'y multiplient dont la plus importante est le contournement sud de Cambrai qui a nécessité l'apport de 30 000 tonnes de matériaux en provenance de Saint-Saulve, soit cent allers-retours de sept péniches de 300 tonnes, ce qui a évité 2 400 allers-retours de camions dans une zone écologiquement sensible, mais en contribuant à une nouvelle fragmentation du corridor écologique que constitue la vallée de l'Escaut.

## Toponymie
La ville doit peut-être son nom à un propriétaire germanique. En effet, après la déroute romaine face aux invasions du Ve siècle, le domaine (villa) agricole a changé de mains. Le préfixe « pro » serait une contraction d'un nom de propriétaire, « villa » ayant donné « ville » au sens de village.
Une autre hypothèse fait de Proville la « ferme des enfants » : le nom Puerorum villa est attesté en 1064, 1119 et 1142, et devient Prouville en 1349. La prébende de la paroisse de Proville étant affectée aux enfants de chœur, aux clercs ou aux écoliers du chapitre (« pueri ») de l'église de Cambrai.

## Histoire

### Préhistoire et Antiquité
Proville a connu une occupation humaine et industrieuse au moins depuis l'époque néolithique, où elle a accueilli une industrie lithique qui est cependant difficile à dater précisément en raison notamment des remaniements de sol et de l'absence de céramique associée. Les vestiges attestant d'une occupation préhistorique et antique sont nombreux, et du point de vue paléo-écologique, cette région devait avoir un grand intérêt (sols riches, zones humides accueillant probablement de très nombreux poissons, oiseaux et grands mammifères faciles à chasser pour l'homme préhistorique). On a trouvé en 1968 au lieu-dit « la voie d’Hermènne » de nombreuses pierres taillées.
Pendant la période gallo-romaine, le territoire était peuplé par les Nerviens, dont les chefs-lieux furent Bavay puis Cambrai. Le site de La Marlière a livré à la fin des années 1960 les vestiges (mosaïques, débris de poterie et blocs de mortier) d'une vaste villa gallo-romaine du Haut-Empire et du milieu du IVe siècle. On y a aussi trouvé des pierres taillées datant du moustérien.

### Moyen Âge et Époque moderne
Les couches datant du Haut Moyen Âge ont livré un habitat carolingien au lieu-dit « les Sources ». L'actuelle « résidence des Sources » a été bâtie il y a une vingtaine d'années à l'emplacement d'un habitat du Haut Moyen Âge. On ignore encore si l'absence de constructions à cet endroit durant plusieurs siècles, ou le déplacement du berceau originel, sont dus aux raids normands ou hongrois du IXe siècle qui ravagèrent le Cambrésis.
Le village a appartenu à plusieurs seigneuries. En 1064, l'évêque de Cambrai Liébert attribue un moulin et les droits de pêche sur le territoire de la paroisse à l'abbaye du Saint-Sépulcre de Cambrai. En 1142 le pape Innocent II confirme la propriété du village et de ses terres à la cathédrale de Cambrai.
Proville est occupé par les Espagnols en 1595 pendant leur siège de Cambrai. Ils y construisent un petit fort.
En 1677, le roi Louis XIV y dirige le siège de la ville de Cambrai. Le maréchal de Luxembourg y installe une position à la cense de la Marlière.

### Révolution française
En 1790 la commune fut rattachée au district de Cambrai et au département du Nord. Le premier maire de Proville, élu en février, fut Charles Crépin, le censier de La Marlière.

### XIXesiècle
En 1810, Napoléon Ier passe à Proville pour inaugurer le canal de Saint-Quentin.
Cinquante ans après, en 1860, Pierre Bertrand-Milcent installe à la limite de Cambrai et de Proville une usine de tissage mécanique, la première pour l’arrondissement de Cambrai. Il construit une cité ouvrière y attenant.
En 1892, Bernard Bourgeois, maire de Proville de 1904 à 1914, installe une usine de chicorée à Proville et s'associe en 1900 avec Octave Labbe, fabricant d’huiles à Cambrai et propriétaire du moulin à tordre de Cantigneul.

### XXesiècle
Le village et son bois furent aux trois quarts détruits durant la Première Guerre mondiale, avec un épisode particulièrement violent en novembre 1917 lors de la bataille de Cambrai, et en octobre 1918 lors du repli allemand. L’église est détruite et en décembre 1918, le village est reconnu sinistré à 90 %. La commune a reçu la croix de guerre.
Au cours de la Seconde Guerre mondiale, le 30 mai 1943, un bombardier Stirling de la R.A.F., de retour de mission dans la Ruhr, attaqué par un chasseur de nuit allemand, s'écrase à une des entrées du village, près des premières maisons. Les seules victimes furent cinq des sept membres de l'équipage auxquels, avec l'érection d'un monument commémoratif, et plus récemment d'une stèle didactique, la population rend fidèlement hommage.
Alors que dans les années 1960, le village devient de plus en plus résidentiel et voit sa population multipliée par quatre en 25 ans, l'importance écologique et patrimoniale du Bois Chenu joue un rôle croissant dans la vie de la commune et de son environnement.

## Politique et administration

### Tendances politiques
Les consultations électorales récentes à Proville donnent l'avantage à la droite.
Au premier tour de l'élection présidentielle de 2012, les quatre candidats arrivés en tête à Proville sont Nicolas Sarkozy (UMP, 28,44 %), François Hollande (PS, 26,27 %), Marine Le Pen (FN, 21,05 %), et Jean-Luc Mélenchon (Front de gauche, 8,79 %) avec un taux de participation de 80,23 %.
Au deuxième tour des élections régionales de 2010 46,88 % des suffrages exprimés sont allés à la liste conduite par Daniel Percheron (PS), 33,04 % à celle de Valérie Létard (UMP), et 20,09 % à la liste FN de Marine Le Pen, pour un taux de participation de 48,99 %.
Aux élections européennes de 2009, les deux meilleurs scores à Proville étaient ceux de la liste de la majorité présidentielle conduite par Dominique Riquet, qui a obtenu 321 suffrages soit 30,11 % des suffrages exprimés (département du Nord 24,57 %), et du Parti socialiste conduite par Gilles Pargneaux, qui a obtenu 196 suffrages soit 18,39 % des suffrages exprimés (département du Nord 19,55 %), pour un taux de participation de 39,75 %.
Au deuxième tour de l'élection présidentielle de 2007, 55,27 % des électeurs provillois ont voté pour Nicolas Sarkozy (UMP), et 44,73 % pour Ségolène Royal (PS), avec un taux de participation de 84,34 %.
Au deuxième tour des élections législatives de 2007, 61,41 % des électeurs de Proville ont voté pour François-Xavier Villain (UMP) (57,45 % dans la 18e circonscription du Nord), et 38,59 %  pour Brigitte Douay (PS) (42,55 % dans la circonscription), avec un taux de participation de 58,45 % à Proville et de 60,08 % dans la circonscription.

### Administration municipale
La commune est membre de la Communauté d'agglomération de Cambrai. La commune ayant entre 2 500 à 3 500 habitants le nombre de conseillers municipaux est de 23.

### Liste des maires
| Période                                  | Période                | Identité                      | Étiquette   | Qualité                                                             |
| ---------------------------------------- | ---------------------- | ----------------------------- | ----------- | ------------------------------------------------------------------- |
| février 1790                             |                        | Charles Crépin                |             |                                                                     |
|                                          |                        | Manchez                       |             |                                                                     |
| 1802-1803                                | 1807                   | Guislain Dinoir               |             |                                                                     |
|                                          |                        | Philippe Lacherez             |             |                                                                     |
|                                          |                        | Pierre-Joseph Jayez           |             |                                                                     |
|                                          |                        | Antoine Hutin                 |             |                                                                     |
|                                          |                        | Druon Dinoir                  |             |                                                                     |
|                                          |                        | Pierre-Louis Crépin           |             |                                                                     |
|                                          |                        | Armand Lesne                  |             |                                                                     |
|                                          |                        | Louis Crépin                  |             |                                                                     |
|                                          | 1888 (décès)           | Charles Crépin                |             | Cultivateur                                                         |
| 1888                                     | mai 1904               | Charles Foulon (1847-1929)    | Libéral     | Cultivateur                                                         |
| mai 1904                                 | juin 1914 (décès)      | Bernard Bourgeois (1859-1914) | Républicain | Dirigeant d'une fabrique de chicorée                                |
| 1914                                     | ?                      | Adolphe Deleau                |             |                                                                     |
| ?                                        | novembre 1919          | Alexandre Pluvinage           |             |                                                                     |
| novembre 1919                            | mai 1925               | Édouard Dinoir                |             | Cultivateur                                                         |
| mai 1925                                 | mai 1929               | Jean Chenu                    |             |                                                                     |
| mai 1929                                 | ?                      | Émile Marquant                |             |                                                                     |
| vers 1938                                | mai 1940               | Henri Foulon                  |             | Agriculteur                                                         |
| mai 1940                                 | septembre 1940 (décès) | Jean-Baptiste Demain          |             |                                                                     |
| septembre 1940                           | mars 1941              | Fernand Pecqueur              |             |                                                                     |
| mars 1941                                | ?                      | Edmond Lépilliez              |             |                                                                     |
|                                          |                        | Julien Vanesse                |             |                                                                     |
|                                          |                        | Auguste Beauvois              |             |                                                                     |
|                                          |                        | Louis Mallet                  |             |                                                                     |
|                                          | mars 1971              | François Delamotte            |             |                                                                     |
| mars 1971                                | juin 1995              | Jacques Bardoux               |             | Ancien PDG de Prévital à Noyelles-sur-Escaut                        |
| juin 1995                                | mai 2020               | Daniel Delwarde               | DVG         | Inspecteur des domaines retraité                                    |
| mai 2020                                 | En cours               | Guy Coquelle                  | SE          | Réélu lors de l'élection municipale partielle du 12 septembre 2021. |
| Les données manquantes sont à compléter. |                        |                               |             |                                                                     |

### Instances judiciaires et administratives
La commune de Proville est dans le ressort de la cour d'appel de Douai, du tribunal de grande instance, du tribunal d'instance et du conseil de prud'hommes de Cambrai, et à la suite de la réforme de la carte judiciaire engagée en 2007, du tribunal de commerce de Douai.

### Politique environnementale
La protection et la mise en valeur de l'environnement font partie des compétences optionnelles de la communauté d'agglomération de Cambrai à laquelle appartient Proville.

### Jumelages et partenariats
Au 4 janvier 2011, Proville n'est jumelée avec aucune autre commune.

## Population et société

### Démographie

#### Évolution démographique
L'évolution du nombre d'habitants est connue à travers les recensements de la population effectués dans la commune depuis 1793. Pour les communes de moins de 10 000 habitants, une enquête de recensement portant sur toute la population est réalisée tous les cinq ans, les populations de référence des années intermédiaires étant quant à elles estimées par interpolation ou extrapolation. Pour la commune, le premier recensement exhaustif entrant dans le cadre du nouveau dispositif a été réalisé en 2007.

En 2022, la commune comptait 3 167 habitants, en évolution de +0,06 % par rapport à 2016 (Nord : +0,51 %, France hors Mayotte : +2,11 %).
| 1793 | 1800 | 1806 | 1821 | 1831 | 1836 | 1841 | 1846 | 1851 |
| ---- | ---- | ---- | ---- | ---- | ---- | ---- | ---- | ---- |
| 280  | 282  | 429  | 424  | 461  | 482  | 500  | 452  | 491  |

| 1856 | 1861 | 1866 | 1872 | 1876 | 1881 | 1886 | 1891 | 1896 |
| ---- | ---- | ---- | ---- | ---- | ---- | ---- | ---- | ---- |
| 498  | 497  | 673  | 705  | 737  | 787  | 795  | 815  | 793  |

| 1901 | 1906 | 1911 | 1921 | 1926 | 1931 | 1936 | 1946 | 1954 |
| ---- | ---- | ---- | ---- | ---- | ---- | ---- | ---- | ---- |
| 796  | 787  | 786  | 556  | 735  | 739  | 786  | 786  | 786  |

| 1962 | 1968 | 1975  | 1982  | 1990  | 1999  | 2006  | 2007  | 2012  |
| ---- | ---- | ----- | ----- | ----- | ----- | ----- | ----- | ----- |
| 818  | 915  | 2 238 | 3 215 | 3 655 | 3 472 | 3 475 | 3 475 | 3 237 |

| 2017  | 2022  | - | - | - | - | - | - | - |
| ----- | ----- | - | - | - | - | - | - | - |
| 3 163 | 3 167 | - | - | - | - | - | - | - |

#### Pyramide des âges
La population de la commune est relativement âgée.
En 2018, le taux de personnes d'un âge inférieur à 30 ans s'élève à 29,0 %, soit en dessous de la moyenne départementale (39,5 %). À l'inverse, le taux de personnes d'âge supérieur à 60 ans est de 32,2 % la même année, alors qu'il est de 22,5 % au niveau départemental.
En 2018, la commune comptait 1 461 hommes pour 1 689 femmes, soit un taux de 53,62 % de femmes, légèrement supérieur au taux départemental (51,77 %).
Les pyramides des âges de la commune et du département s'établissent comme suit.
| Hommes | Classe d’âge | Femmes |
| ------ | ------------ | ------ |
| 0,3    | 90 ou +      | 0,5    |
| 6,2    | 75-89 ans    | 9,0    |
| 23,7   | 60-74 ans    | 24,2   |
| 22,7   | 45-59 ans    | 22,6   |
| 15,9   | 30-44 ans    | 16,5   |
| 15,8   | 15-29 ans    | 12,3   |
| 15,4   | 0-14 ans     | 14,8   |

| Hommes | Classe d’âge | Femmes |
| ------ | ------------ | ------ |
| 0,5    | 90 ou +      | 1,4    |
| 5,3    | 75-89 ans    | 8,1    |
| 14,8   | 60-74 ans    | 16,2   |
| 19,1   | 45-59 ans    | 18,4   |
| 19,5   | 30-44 ans    | 18,7   |
| 20,7   | 15-29 ans    | 19,1   |
| 20,2   | 0-14 ans     | 18     |

### Enseignement
La commune de Proville est rattachée à la circonscription scolaire de Cambrai-sud du bassin d'éducation du Cambrésis, qui dépend de l'inspection académique du Nord et de l'académie de Lille.
La commune gère le groupe scolaire Charles-de-Gaulle. Les collèges et lycées les plus proches sont à Cambrai.

### Santé
Quelques professionnels de la santé sont installés à Proville. Les équipements de santé les plus proches sont à Cambrai.

### Sports
La commune compte plusieurs clubs sportifs. Le club de « Proville Basket »  compte aujourd'hui huit équipes masculine ainsi qu'une équipe féminine. L'équipe de basket de Proville a joué à un très haut niveau durant des années, se classant plusieurs saisons de suite dans les premiers rang de la Nationale 2 dans le début des années 90.
Le « Football Club Provillois » est une des associations qui compte le plus grand nombre d'adhérents dans la commune. Créé en 2000, le club compte environ 250 licenciés.

### Cultes

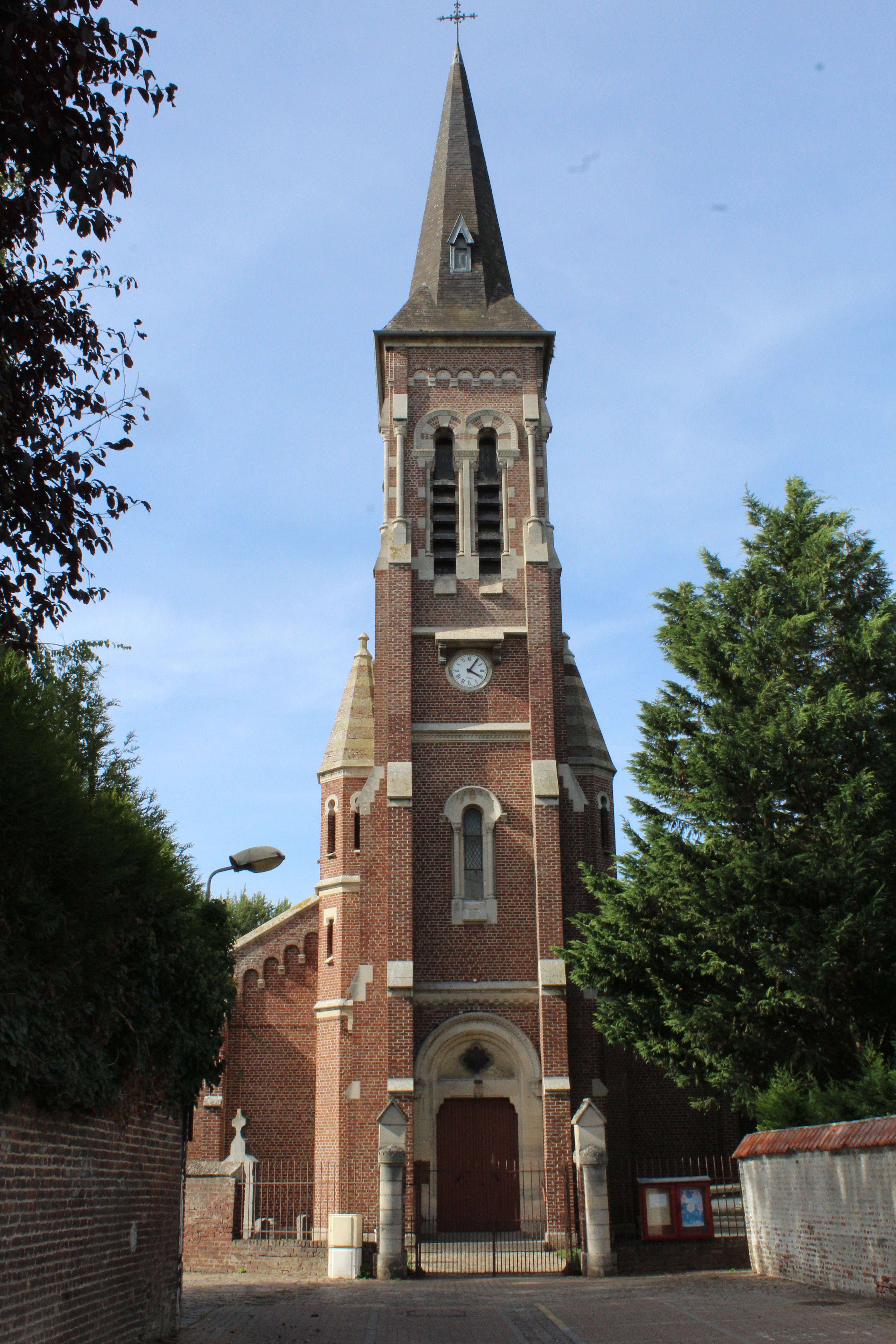
L'église Saint-Aubert.

Les Provillois disposent de deux lieux de culte catholique, l'église Saint-Aubert, qui fait partie de la paroisse Notre-Dame de Grâce de Cambrai dans le diocèse de Cambrai, et la chapelle Notre-Dame-des-Champs qui lui est rattachée.

## Économie

### Revenus de la population et fiscalité
En 2009, le revenu fiscal médian par ménage était de 19 122 €, ce qui plaçait Proville au 9 298e rang  parmi les 31 604 communes de plus de 50 ménages en métropole.

### Emploi
Proville se trouve dans le bassin d'emploi du Cambrésis. L'agence Pôle emploi pour la recherche d'emploi la plus proche est localisée à Cambrai.
En 2008, la population de Proville se répartissait ainsi : 68,8 % d'actifs, ce qui est inférieur au 71,6 % d'actifs de la moyenne nationale et 10,7 % de retraités, un chiffre supérieur au taux national de 8,5 %. Le taux de chômage était de 7 % contre 8,3 % en 1999.

### Entreprises et commerces
Dans le centre du village sont installés une douzaine de commerces de proximité.
Une partie de la zone commerciale de Cambrai-sud se trouve sur le territoire de Proville : début 2012, ce secteur rassemblait 64 entreprises. La dernière réalisation, dénommée « Shopping  Valley », date de 2009. Elle ajouté dix-neuf commerces et créé 130 emplois. Un « Shopping Valley II » devrait suivre et inclure des activités ludiques,.
Au 31 décembre 2009, Proville comptait 170 établissements. 
Répartition des établissements par domaines d'activité au 31 décembre 2012
|                             | Ensemble | Agriculture | Industrie | Construction | Commerce | Services |
| --------------------------- | -------- | ----------- | --------- | ------------ | -------- | -------- |
| Nombre d'établissements     | 170      | 1           | 10        | 17           | 117      | 25       |
| %                           | 100 %    | 0,6 %       | 5,9 %     | 10,0 %       | 68,8 %   | 14,7 %   |
| Sources des données : INSEE |          |             |           |              |          |          |

## Culture locale et patrimoine

### Lieux et monuments

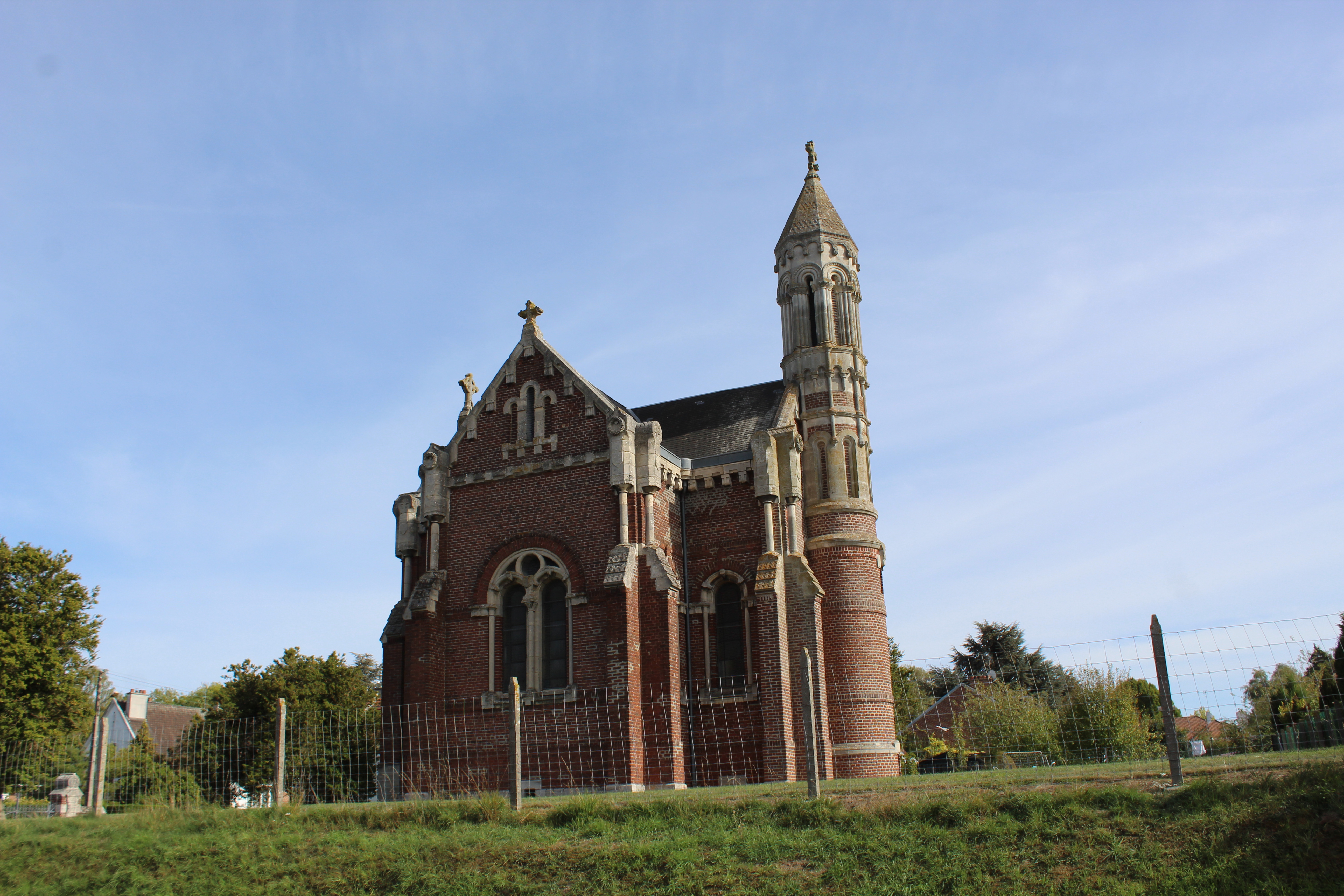
La chapelle Crépin.

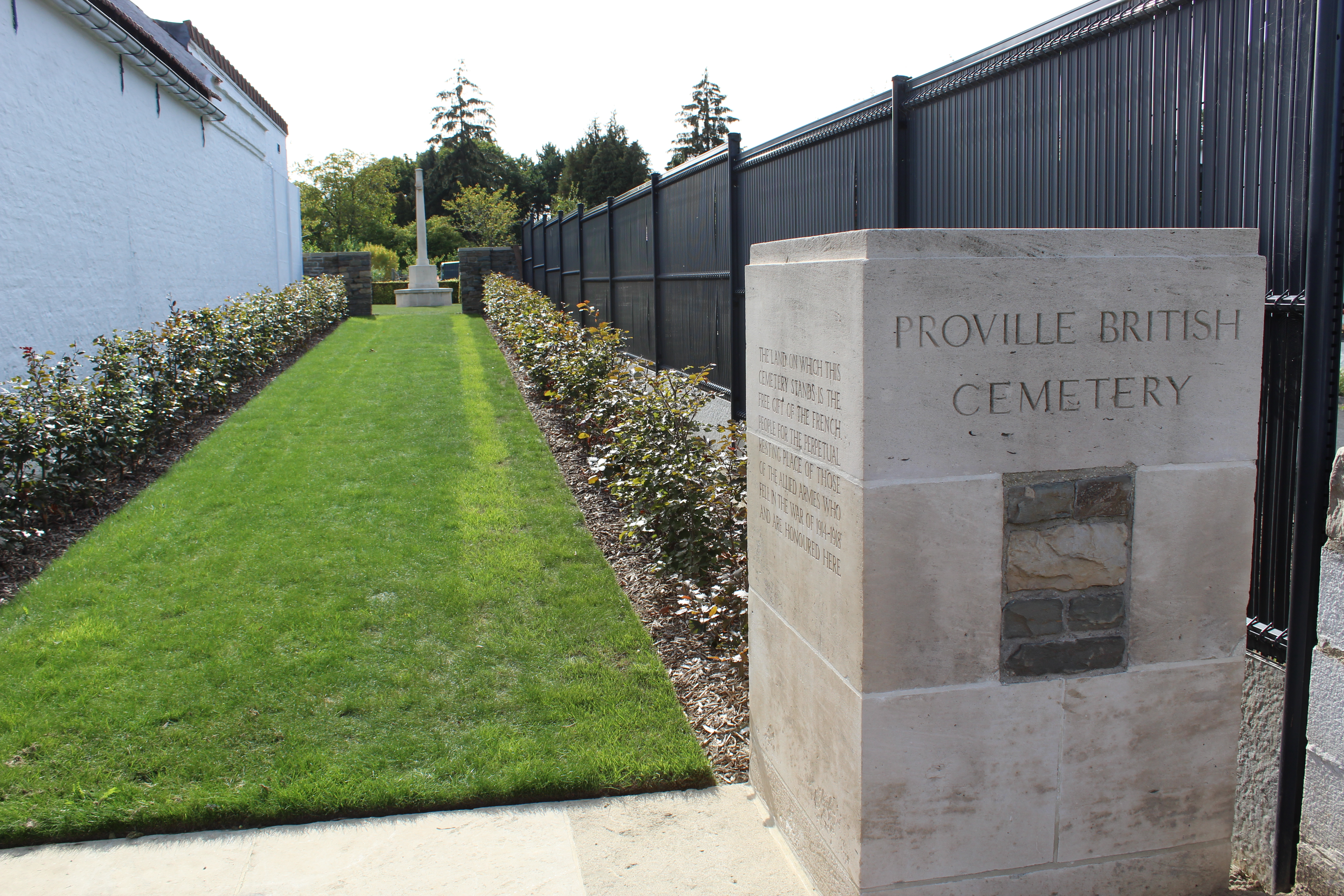
Le cimetière militaire britannique.

L'église Saint-Aubert est construite de 1925 à 1928; elle est bâtie à l'identique de celle consacrée en 1869 qui fut détruite pendant la bataille de Cambrai en novembre 1917.
La chapelle funéraire Crépin édifiée sous le Second Empire sur les plans de l'architecte Henri de Baralle marque le souvenir de la famille Crépin.
Le Proville British Cemetery  est un cimetière militaire britannique géré par la Commonwealth War Graves Commission. Il fut établi par la 61st Division et le régiment 8th North Staffords après les combats des 8 et 9 octobre 1918 qui aboutirent à la prise du village. Après l'armistice, vingt-et-une tombes de soldats morts sur le champ de bataille à l'ouest de Cambrai y furent ajoutées.
Le monument aux héros de la Royal Air Force, érigé par la municipalité en 1948, commémore le sacrifice de l'équipage d'un avion britannique abattu au-dessus de Proville en 1943 au retour d'une mission de bombardement de la Ruhr.
La Maison du Patrimoine a été fondée en 2000 pour valoriser le patrimoine local. Elle est le siège de l'association Puerorum Villa. On peut y voir des collections concernant notamment la préhistoire et l'antiquité. Des animations et manifestations y sont organisées.

### Patrimoine naturel

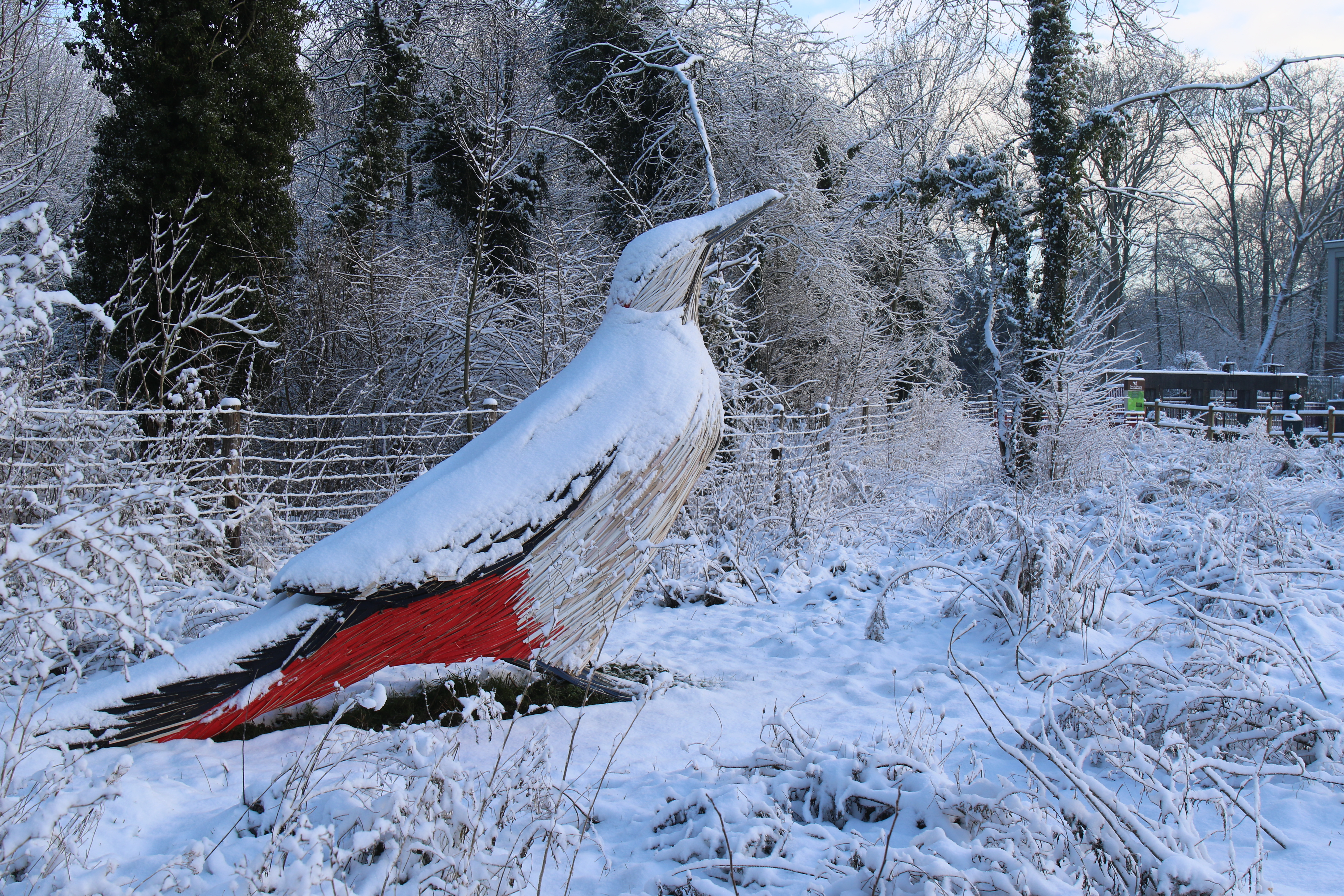
Le pic épeiche des bords de l'Escaut.

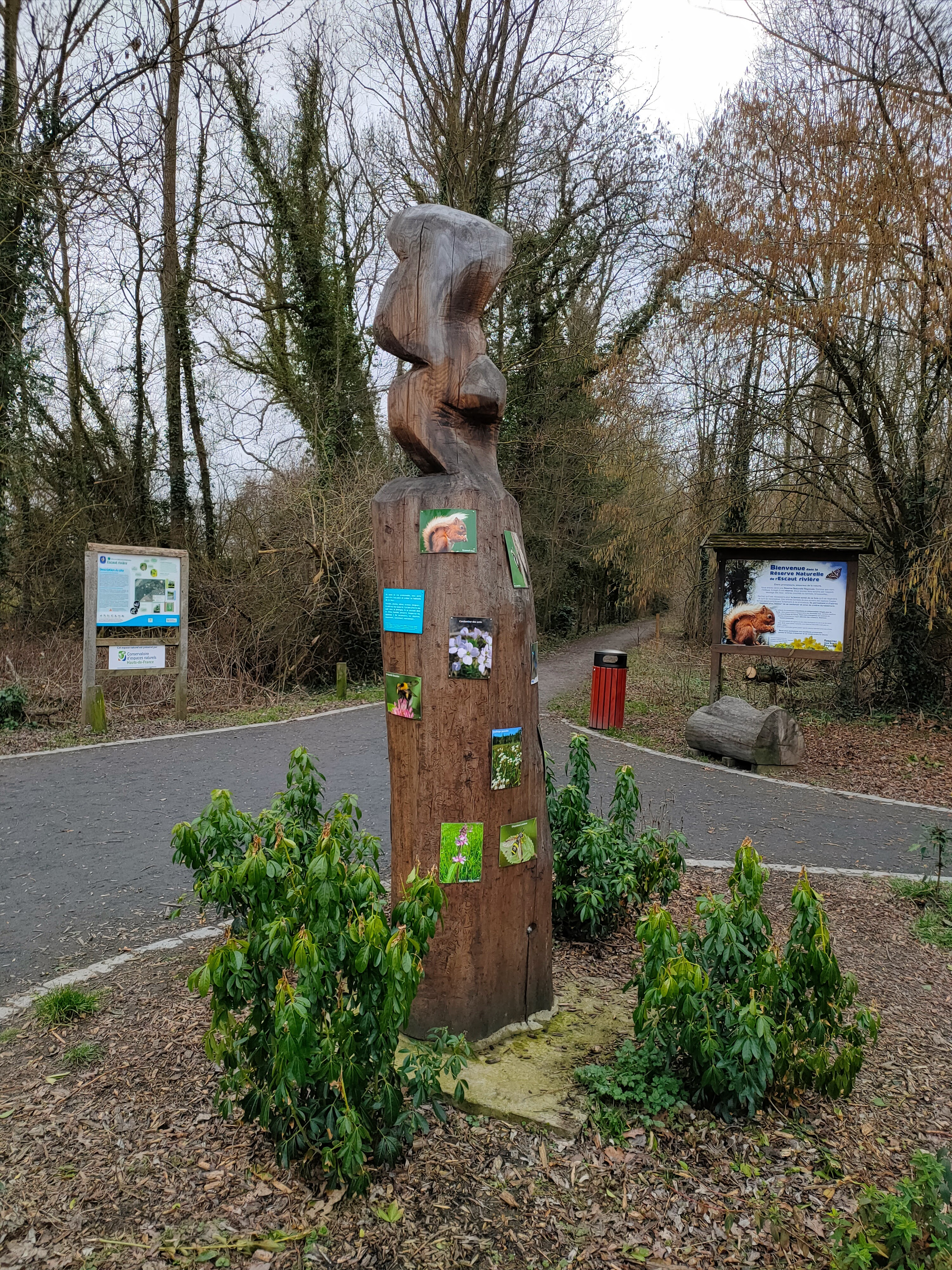
Le totem de Proville, à l'entrée du Bois Chenu

Le Parc Écologique Urbain du Bois Chenu est le seul espace naturel public dans le Cambrésis, et l'un des rares espaces humides subsistants. Le domaine, constitué par Ernest Chenu au XIXe siècle par l'achat progressif de parcelles agricoles, devient propriété de la commune en 1984. En 1994 il est dévasté par une coupe à blanc non autorisée. L'année suivante une action de sauvegarde de la zone est entreprise en vue de la reboiser et de la renaturer. En 1999, 2000 et 2001 des trophées et des prix viennent récompenser ces efforts. Le Bois Chenu est ouvert à la promenade et à la découverte de la nature.

### Héraldique et logo
|  | Les armes de Proville se blasonnent ainsi :« De gueules au croissant d'argent. » |

Les armoiries de la commune sont celles des seigneurs de Proville.
| Nouveau logo de la commune de Proville | Le nouveau logo de la commune de Proville a été publié en décembre 2020. Il représente le signe musical du soupir, à mettre en relation avec le slogan de Proville : "Respirez" |

## Pour approfondir